# トーマス・チャーマーズ

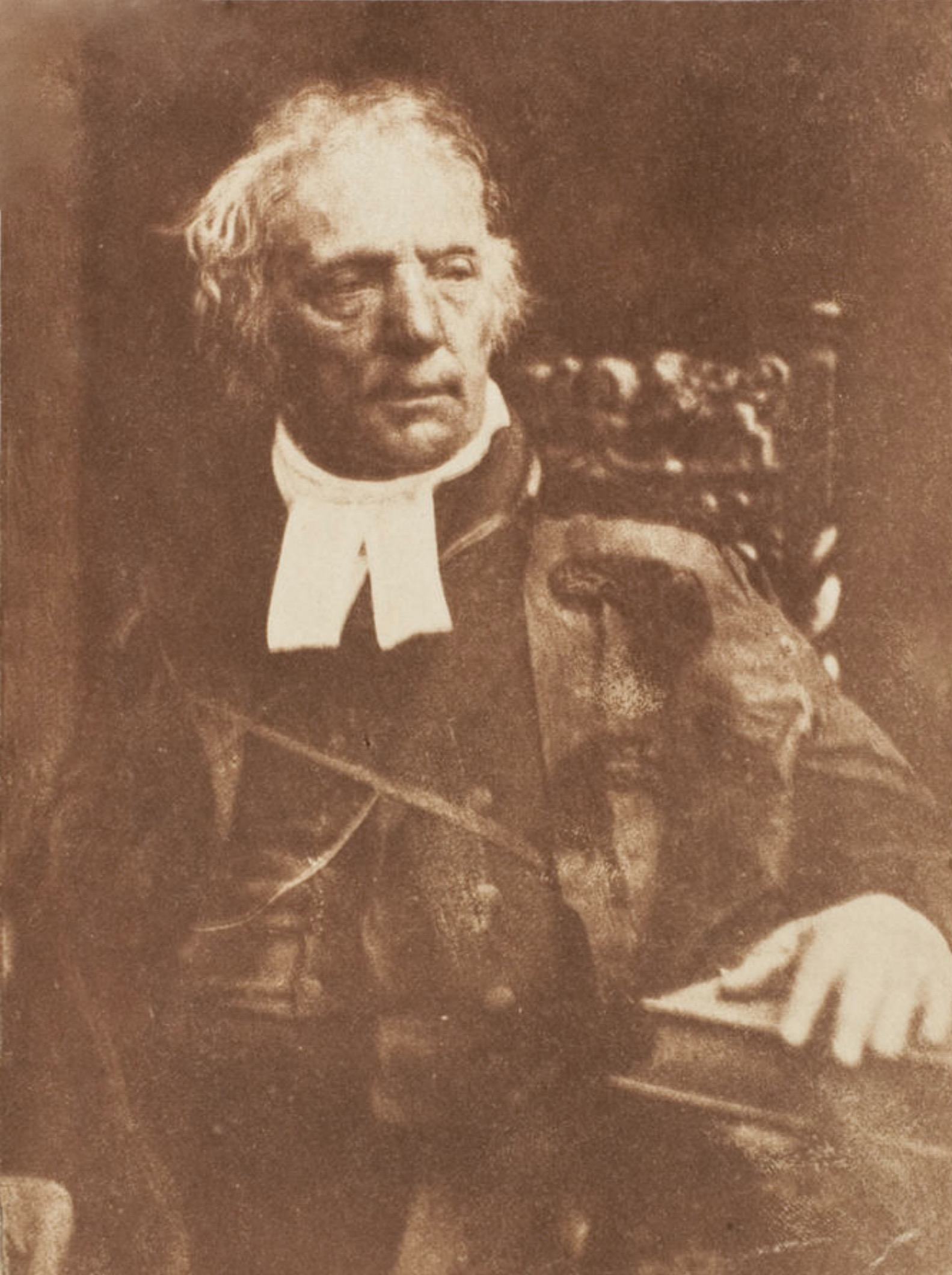
トーマス・チャーマーズ

トーマス・チャーマーズ（Thomas Chalmers、1780年3月17日 - 1847年5月31日）は、スコットランドの聖職者、スコットランド自由教会の設立者である。

## 略歴
スコットランド、ファイフのアンストラザー（Anstruther）の商家に生まれた。1796年からセント・アンドルーズ大学で神学、数学、天文学を学び、1799年からそこで数学を教えた。エディンバラ大学で学んだ後、1803年からファイフのキルメニのスコットランド国教会の牧師となった。 1810年から1811年ころ、福音派に傾倒するようになった。1815年からグラスゴーの牧師となり、救貧のあたらしい仕組みとして公的救済を廃止し、「生活の自助」「親族の援助」「労働者階級の相互扶助」「有産階級の慈善」に基づく救貧の仕組みを作った。この仕組みは長く継続することはできなかったが、後世に影響を残した。
1823年にセント・アンドルーズ大学の倫理学（Moral Philosophy）の教授となり、1828年からエディンバラ大学の神学の教授となった。スコットランド国教会の福音派のリーダーとなり、工業化社会の始まりに対する新しい教会のあり方に対応し1834年から1841年の間に200の新しい教会を作った。1834年にエディンバラ王立協会の会員となった。
1843年にスコットランド自由教会はスコットランド国教会から分離した。
神学などに関する多くの著作を執筆し、優れた説教者として知られていた。